# NCIS: シドニー
『NCIS: シドニー』(英: NCIS: Sydney）はオーストラリア-アメリカのミリタリーアクションテレビシリーズ。2023年11月10日にパラマウント＋で放送され、2024年5月15日にネットワーク・テンで放送された。このシリーズは、NCISシリーズ初のアメリカ国外でのスピンオフで、オーストラリアの俳優とプロデューサーが起用されている。2024年3月、本シリーズはオーストラリアのパラマウント＋が第2シーズンに更新し、2025年2月7日に初放送された。2025年2月21日、シリーズは第3シーズンに更新された。

## 前提
NCIS: シドニーはNCIS とNCISシリーズのスピンオフ作品で、犯罪を捜査する海軍犯罪捜査局（NCIS）の架空の特別捜査官チームを描く。このシリーズの舞台はオーストラリアのシドニー。 NCIS捜査官と、オーストラリア連邦警察（AFP）職員が、アメリカ軍関係者と協力する合同捜査班を描く。
番組の舞台はシドニーだが、オーストラリアで最も近い実際のNCIS支局は、3,290km離れたパースにある。

## キャスト

### メイン
ミシェル・マッキー (英: Michelle Mackey)
演 - オリヴィア・スワン、日本語吹替 - 坂本真綾
NCIS特別捜査官
ジム"JD"デンプシー (英: Jim "JD" Dempsey)
演 - トッド・ラサンス、日本語吹替 - 小松史法
オーストラリア連邦警察（AFP）副司令官
デショーン・ジャクソン (英: DeShawn Jackson)
演 - ショーン・サーガル、日本語吹替 - 鈴木崚汰
NCIS特別捜査官（SA）
エヴィー・クーパー (英: Evie Cooper)
演 - トゥウリ・ナークル、日本語吹替 - 木村香央里
警視、AFP連絡官
ブルーバード・"ブルー"・グリーソン (英: Bluebird "Blue" Gleeson)
演 - マヴォーニー・ヘイゼル、日本語吹替 - 大地葉
AFP法医学者
ロイ・"ロージー"・ペンローズ (英: Roy "Rosie" Penrose)
演 - ウィリアム・マクインズ、日本語吹替 - 楠大典
AFP法医学病理学者

### ゲスト
- アーキー・マイケル（英語版） ：ロシア正教神父役
- バート・ラボンテ（英語版）、日本語吹替 - 中村大志：ケン・カーターNCIS特別捜査官役
- コンラッド・コールビー（英語版）：リー海軍少佐役
- ダニエラ・ファリナッチ（英語版）、日本語吹替 - 所河ひとみ：クイン外交政府高官役
- ドリアン・ンコノ（英語版）：フランク・ルポ役
- ダスティン・クレア ：ケイン・ポーター役
- ジョージナ・ヘイグ、日本語吹替 - 和香 ：アナ・ニマス / モニカ・ロー役
- ジャック・アルド（英語版）：グラント役
- ジェイク・ライアン（英語版）、日本語吹替 - 山田浩貴：ネイルズ役
- ルイス・フィッツ＝ジェラルド（英語版）、日本語吹替 - 及川いぞう：リチャード・ランキン役
- レックス・マリノス（英語版）：ディミ役
- リナル・ハフト（英語版）、日本語吹替 - 佐々木省三：フランク・ドハーティ役
- マット・ホームズ（英語版）、日本語吹替 - 関口雄吾：カミンズFBI捜査官役
- マット・ネイブル ：スケルトン部長刑事役
- ネイサン・フィリップス（英語版）：フィン役
- ニコラス・ブラウン：クォーターマスター・レニー役
- リチャード・ヒュゲット（英語版）：アセッサー役
- ティリエル・モラ（英語版）：テオ・ブレイニー役

## エピソード
| シーズン | シーズン | 話数 | 話数 | 放送期間       | 放送期間       |
| シーズン | シーズン | 話数 | 話数 | 初回放送       | 最終回放送     |
| -------- | -------- | ---- | ---- | -------------- | -------------- |
|          | 1        | 8    | 8    | 2023年11月10日 | 2023年12月29日 |
|          | 2        | 5    | 5    | 2025年2月7日   | TBA            |

### シーズン 1 (2023)
| 通算 話数 | シーズン 話数 | タイトル         | 原題                      | 脚本                                      | 放送日         | Aus.視聴者数 (百万人) |
| --------- | ------------- | ---------------- | ------------------------- | ----------------------------------------- | -------------- | --------------------- |
| 1         | 1             | "核分裂"         | Gone Fission              | Morgan O'Neill                            | 2023年11月10日 | 0.310                 |
| 2         | 2             | "茂みに潜むヘビ" | Snakes in the Grass       | Michael Miller,Morgan O'Neill,Stuart Page | 2023年11月17日 | 0.341                 |
| 3         | 3             | "腕の記憶"       | Brothers in Arms          | Andrew Anastasios                         | 2023年11月24日 | 0.332                 |
| 4         | 4             | "持ち主なき勲章" | Ghosted                   | Tamara Asmar                              | 2023年12月1日  | 0.252                 |
| 5         | 5             | "犬たちの午後"   | Doggieccino Day Afternoon | Michael Miller                            | 2023年12月8日  | 0.359                 |
| 6         | 6             | "にじみ出た思い" | Extraction                | James Cripps & Clare Sladden              | 2023年12月15日 | 0.341                 |
| 7         | 7             | "壕からの脱出"   | Bunker Down               | Kim Ho & James Cripps                     | 2023年12月22日 | 0.265                 |
| 8         | 8             | "ブロンドの野望" | Blonde Ambition           | Morgan O'Neill                            | 2023年12月29日 | 0.318                 |

### シーズン 2 (2025)
| 通算 話数 | シーズン 話数 | タイトル | 原題             | 脚本                       | 放送日        | Aus.視聴者数 (百万人) |
| --------- | ------------- | -------- | ---------------- | -------------------------- | ------------- | --------------------- |
| 9         | 1             | TBA      | Heart Starter    | Morgan O'Neill             | 2025年2月7日  | TBD                   |
| 10        | 2             | TBA      | Fire in the Hole | Andrew Anastasios          | 2025年2月14日 | TBD                   |
| 11        | 3             | TBA      | Back in the USSR | Template:WritingCredits    | 2025年2月21日 | TBD                   |
| 12        | 4             | TBA      | Truth Sabre      | Tamara Asmar               | 2025年2月28日 | TBD                   |
| 13        | 5             | TBA      | Shucked          | Ella Cook & Michael Miller | 2025年3月7日  | TBD                   |
| 14        | 6             | TBA      | Hell Weak        | Michael Miller             | 2025年3月14日 | TBD                   |
| 15        | 7             | TBA      | Breathless       | TBA                        | 2025年4月4日  | TBD                   |
| 16        | 8             | TBA      | TBA              | TBA                        | TBA           | TBD                   |

## 制作
2022年2月16日、オーストラリアのシドニーを舞台にしたスピンオフが制作中であることが発表された。NCIS:LA 〜極秘潜入捜査班のプロデューサー、シェーン・ブラナンがこのプロジェクトに参加した。
シリーズの制作はモーガン・オニール。オニール、サラ・リチャードソン、スー・シーリーが製作総指揮を務め、ミシェル・ベネットがプロデュースした。2023年5月に撮影が開始された。
2024年3月20日、第2シーズンに更新され、2025年2月7日に初放送されたシーズン2では、2つの特別エピソードが、ダーウィンとその周辺地域で撮影されることになっている。
2025年2月21日に第3シーズンへの更新が発表された。

## 国際放送
ニュージーランドとイギリスでは、2023年11月10日から、TVNZ+とParamount+　でストリーミング配信が開始された。この作品は、パラマウント・グローバル・コンテンツ・ディストリビューション によって国際的に配信され、一部の地域ではParamount+でストリーミング配信されている。
アメリカでは、2023年ハリウッドで起きたダブルストライキ時の代替番組の一部として、フランチャイズの親会社であるCBSで、2023年の11月14日に初放送された。当初はオーストラリアのParamount+でのみ放送される予定であったため、国際的な展開は暫定的なものであった。第2シーズンは2025年2月7日に初放送された。カナダではCBSと同時にグローバルテレビジョンネットワークで、2023年11月13日に初放送された。

日本では、2024年6月4日にParamount+によって独占配信が開始となった。